# Pelzzutaten

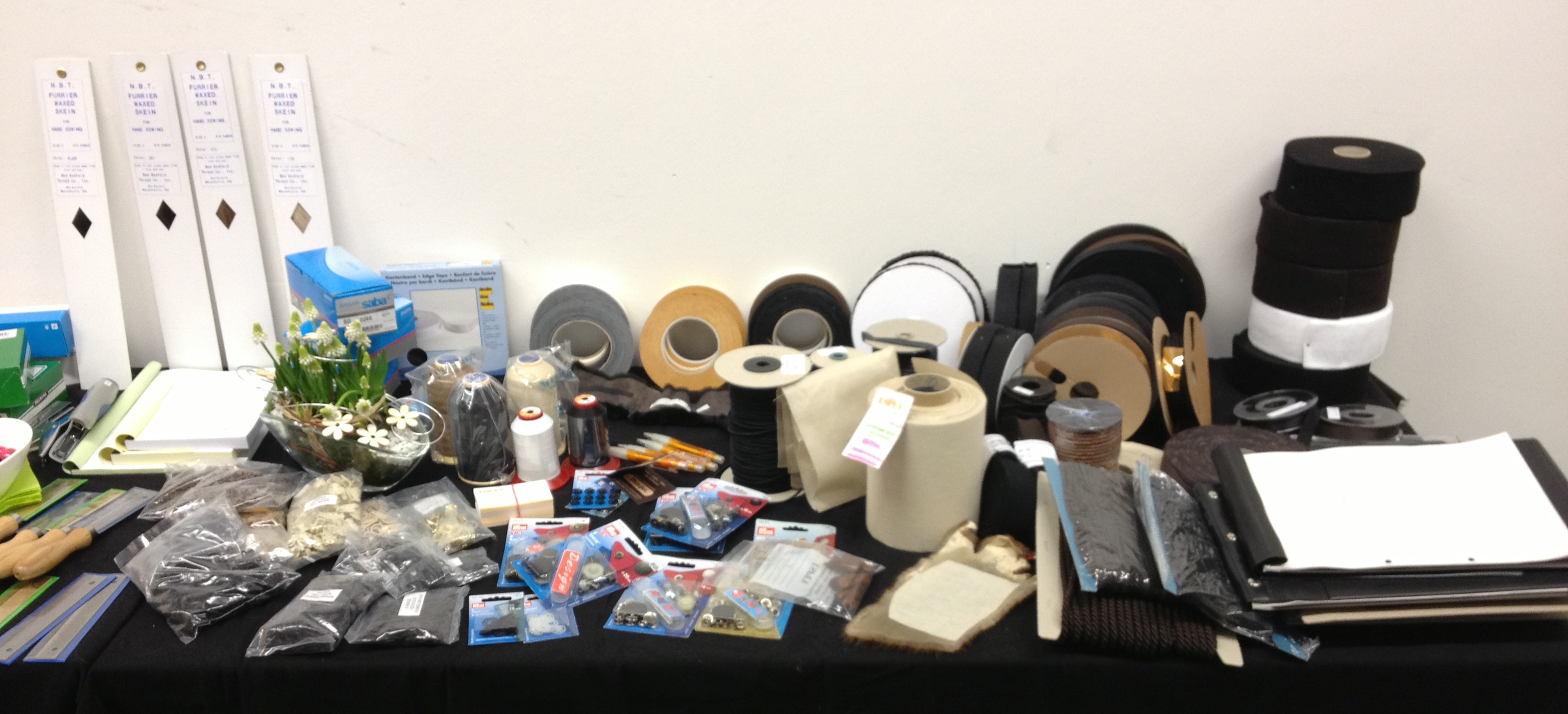
Pelzzutaten, Angebotstisch bei einem Fachtreffen

Pelzzutaten, in Österreich Pelzzugehör, sind die bei der Herstellung von Pelzprodukten verwendeten Futterstoffe, Einlagen, Verschlüsse und Ähnliches. Der Sammelbegriff „Pelzzutaten“ ist in der Einzahl, „eine Pelzzutat“ (beispielsweise für einen Klipverschluss, ein Stück Pelzseide), eher nicht gebräuchlich.
Die Pelzzutatenfabrikation nimmt in der Pelzwirtschaft einen ziemlich breiten Raum ein. Je nach der Mode muss sie sich in unterschiedlichem Maß, einmal mehr diesem, dann einem anderen Artikel zuwenden.

## Geschichte

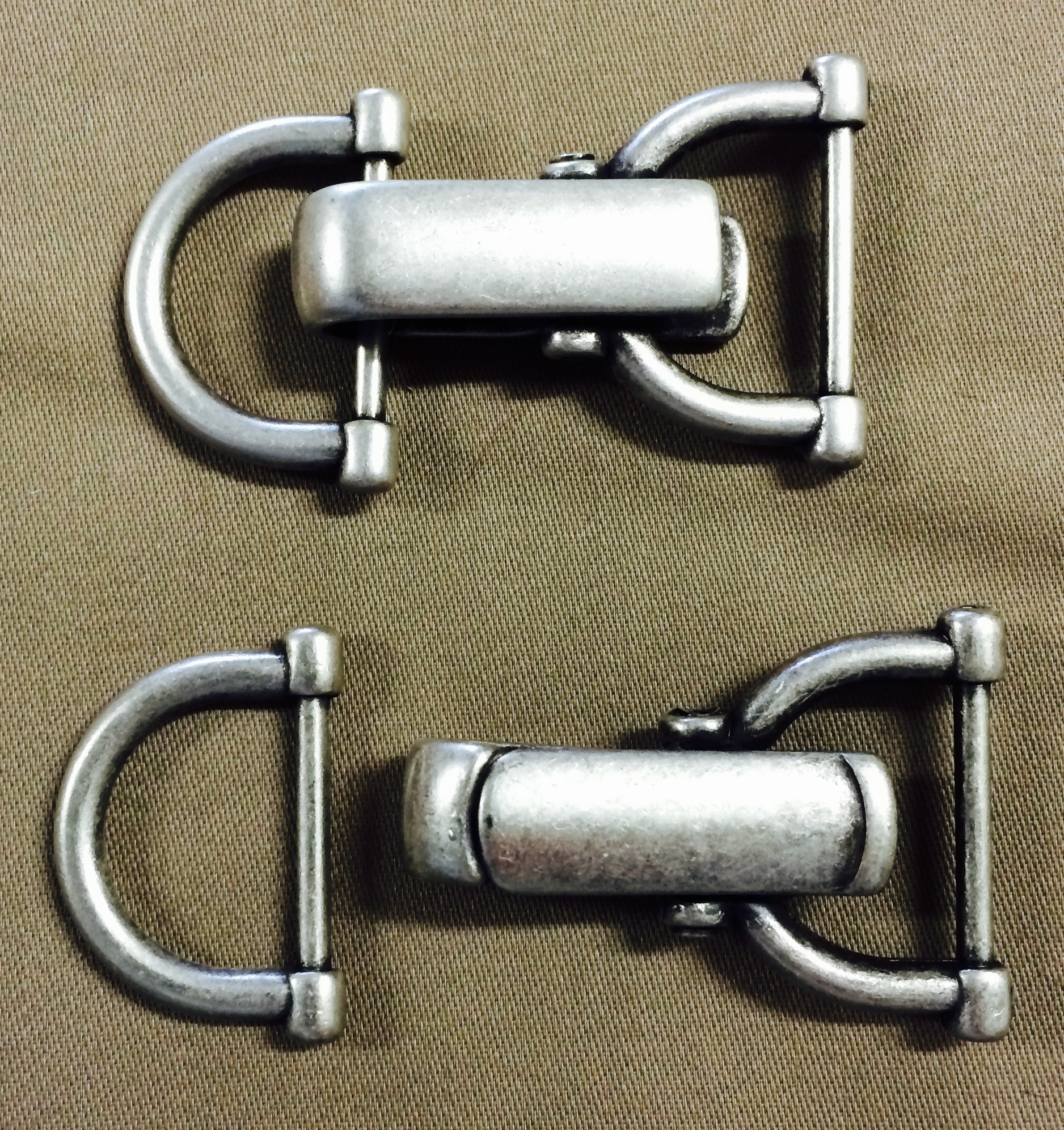
Dekorative Klipverschlüsse
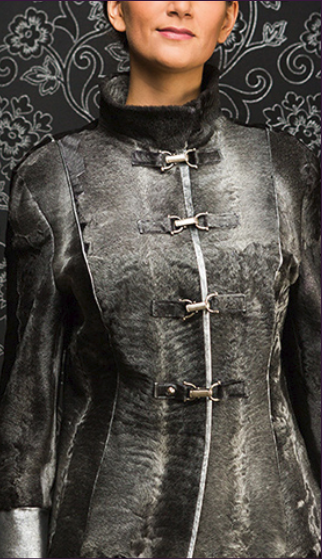
– an einem Pelzmantel

Unter einem Pelzmantel wurde bis lange nach dem Mittelalter ein mit Fell gefütterter und eventuell auch besetzter Stoffmantel verstanden. Die Arbeit der Leipziger Kürschner wurde im 16. Jahrhundert erschwert, indem sie ihre Zutaten wie Posamenten, Knöpfe, Nadeln, Garne, Stoffe, Gold- und Silberdraht bei sechs verschiedenen Innungsmeistern einkaufen mussten. Es war ihnen zudem verboten, einen eigenen Vorrat zu halten.
Im Jahr 1842 begann in London mit einem Sealjacket, bei dem das Haar nach außen getragen wurde, die moderne Damenpelzmode. Bis dahin wurde Pelz vor allem als Ausfütterung und Besatz von Stoffbekleidung bei Männern und Frauen eingesetzt, zu der Zeit auch besonders für Kragen, Umhänge, Verbrämungen und den aus Muff, Schal und Mütze bestehenden Garnituren. In diese Epoche fällt auch die Erfindung der Pelznähmaschine, die eine wesentlich preisgünstigere Verarbeitung und eine Konfektionierung von Pelzen ermöglichte. Bis dahin war der Pelz selbst eher eine Zutat zum Stoffmantel, er benötigte außer Garn kaum spezielle Hilfsmaterialien.
Das änderte sich mit der Mode der Pelzgarnitur. Sie bestand aus der Pelzmütze, einem Pelzschal, Pelzhandschuhen und unbedingt einem Pelzmuff. Nicht nur der Pelzschal war sehr häufig ein der Natur nachempfundenes Pelztierchen, sondern auch der Muff und manchmal sogar die Kopfbedeckung waren neben zahlreichen Schwänzchen mit einem sogenannten „Aufputzköpfchen“ geschmückt. Die Schweife steckten in einem Posamentrieglöckchen, für die Köpfchen benötigte man kleine Pappformen, Glasaugen, für die Pfötchen kleine Krallen aus Blech oder Zelluloid, und anderes mehr. Im Pelzzutatenhandel gab es fertige, daunengefütterte Muffbeutel, dann Mufftaschen, die Muff und Tasche zugleich sind. 
Vor allem aber benötigte man jetzt Zutaten für Pelzjacken und Mäntel. Die Lederseite der Pelze wurden gegen Ausreißen mit leinenbindigen Stoffen und zum Wärmen mit Wattierungen pikiert. Es wurden spezielle, stabile Pelzseiden eingefüttert, für die in Krefeld zwei darauf spezialisierte Seidenwebereien entstanden, die Firma G. Hollender Söhne (1842) und Peter Bircks & Cie. (1863). Als Verschlüsse dienten anfangs meist Pelzknöpfe, die eine Holzform als Kern benötigten. Sehr viele Pelze wurden mit Knöpfen und einer verdeckten Knopfleiste geschlossen. Es gab 1934 von der Firma Arno Tasche die ersten, anfangs noch ausschließlich dekorativen Klipverschlüsse, 1952 von der Firma Keskari zu reinen Funktionsartikeln verkleinert und perfektioniert, die seit den 1950er Jahren weltweit die charakteristische Verschlusslösung für Pelze sind.

## Wesentliche Pelzzutaten

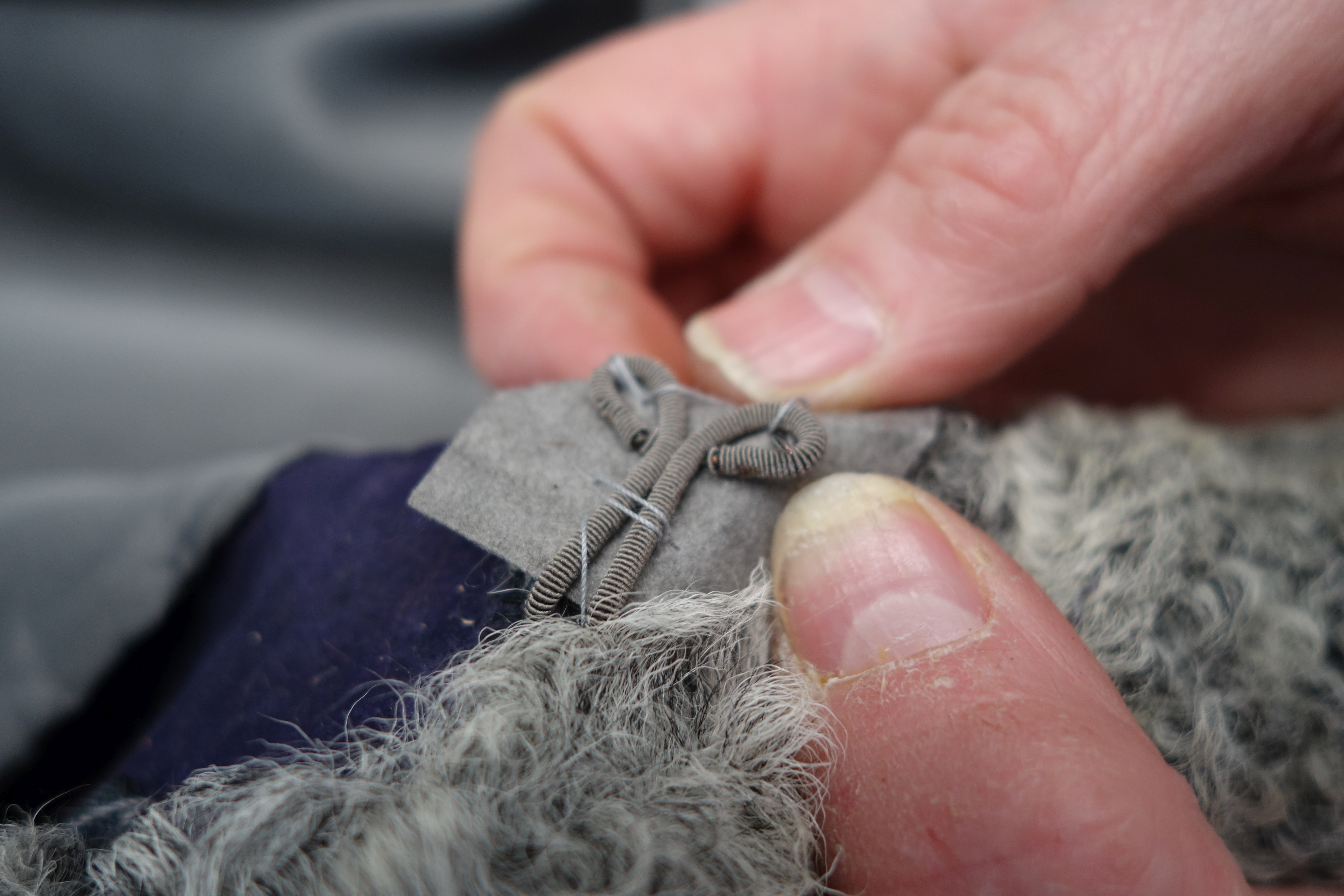
Einnähen eines Pelzhakens

### Nähmaterial
Beim Nähmaterial sind Garn, Seide, Zwirn und Synthetikfaden zu unterscheiden. Die Hauptfarben sind Schwarz, Weiß und Braun, farbige Garne braucht der Kürschner für die Anfertigung von Stoffbekleidung (Überzüge für Pelzfutter). Im Allgemeinen wird vierfaches Obergarn für die Handnähte verwendet (früher auch für Maschinennähte), das nur zweifache Untergarn hauptsächlich zum Heften. Für die Pelznähmaschine sind inzwischen, anstelle des Strohhutzwirnes, Baumwollgarne, sowie Polyester- und andere Chemiefaser-Garne gebräuchlich. Zwirne zum Handnähen werden manchmal noch bei starkem Leder und Näharbeiten, die viel auszuhalten haben, eingesetzt.
Verwendung finden Maschinennähseide, Handnähseide und Knopflochseide. Die kräftige Knopflochseide wird in allen Pelzfarben gebraucht, sie dient zum Anfertigen von Knopflöchern und zum Verziehen der Seidenfütterung bei Mänteln und Pelzkleinigkeiten. Die Handnähseide wird hauptsächlich für die Einfütterung der Seidenfutter und zu sonstigen feinen Näharbeiten gebraucht.

### Gewebe- und Vlieszutaten

#### Futterseiden, Futterstoffe
Pelzfutter sind im Besonderen die speziell zur Abfütterung von Pelzbekleidung hergestellten Stoffe im Seidencharakter, allgemeiner gefasst alle hierfür verwendeten seidenähnlichen Stoffe. Die meisten mit dem Haar nach außen zu tragenden Pelzbekleidungen erhalten ein Seidenfutter. Es soll das Fellleder mit seinen Nähten und Abnähern sowie die Einlagen verdecken, die Gleitfähigkeit beim An- und Ausziehen erhöhen, den Fall des Kleidungsstückes verbessern und ihm ein gutes Innenaussehen geben.
Zur Unterfütterung von Pelzdecken nimmt man Tuch oder Filz, früher für einfachere Felldecken auch Jute und Rupfen. Futterseiden werden hierfür weniger verwendet, sie sind nicht so warm und unerwünscht rutschig.

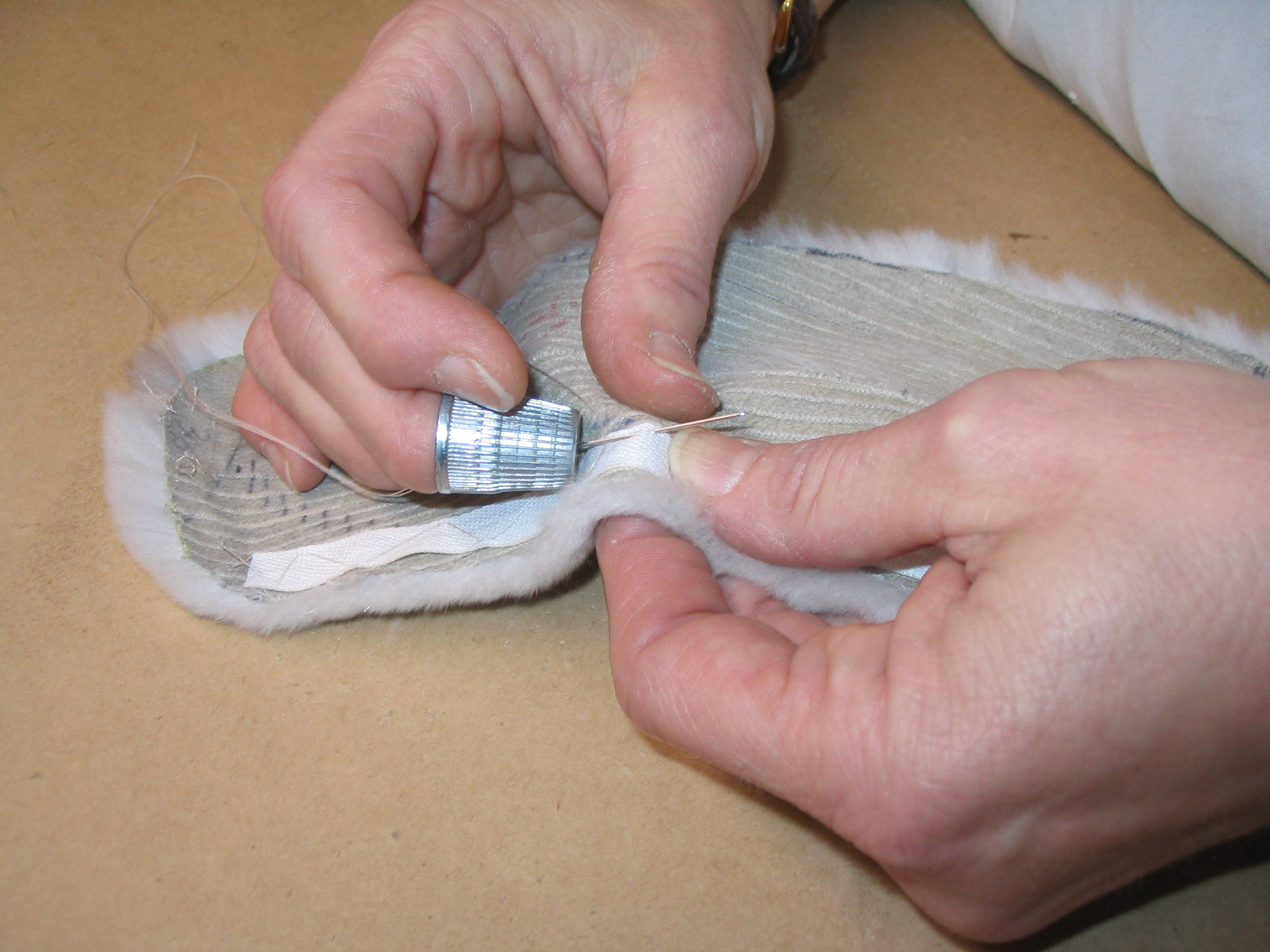
Handbändeln

#### Beheft-/Pikierstoffe
Um den Pelzgegenständen eine größere Haltbarkeit zu geben, kann die Lederseite mit einem Beheft- oder Pikierstoff versehen werden. Zu den mit einer Appretur versehenen Pikierstoffen gehören Jaconet und Shirting. Nicht mit einer Appretur versehene Pikierstoffe sind wesentlich weicher, verziehen sich aber leichter.
Die meisten der Beheft-, Pikier- und Zwischenlagestoffe sind auch als Fixierstoff erhältlich, mit dem Bügeleisen, vor allem aber mit einer Fixierpresse aufbügelbar.
Bändelband dient zur Sicherung der Fellkanten vor einem formverändernden Dehnen und einem Ausreißen des Pelzes (Hauptartikel: → Bändelband).

#### Zwischenlagestoffe

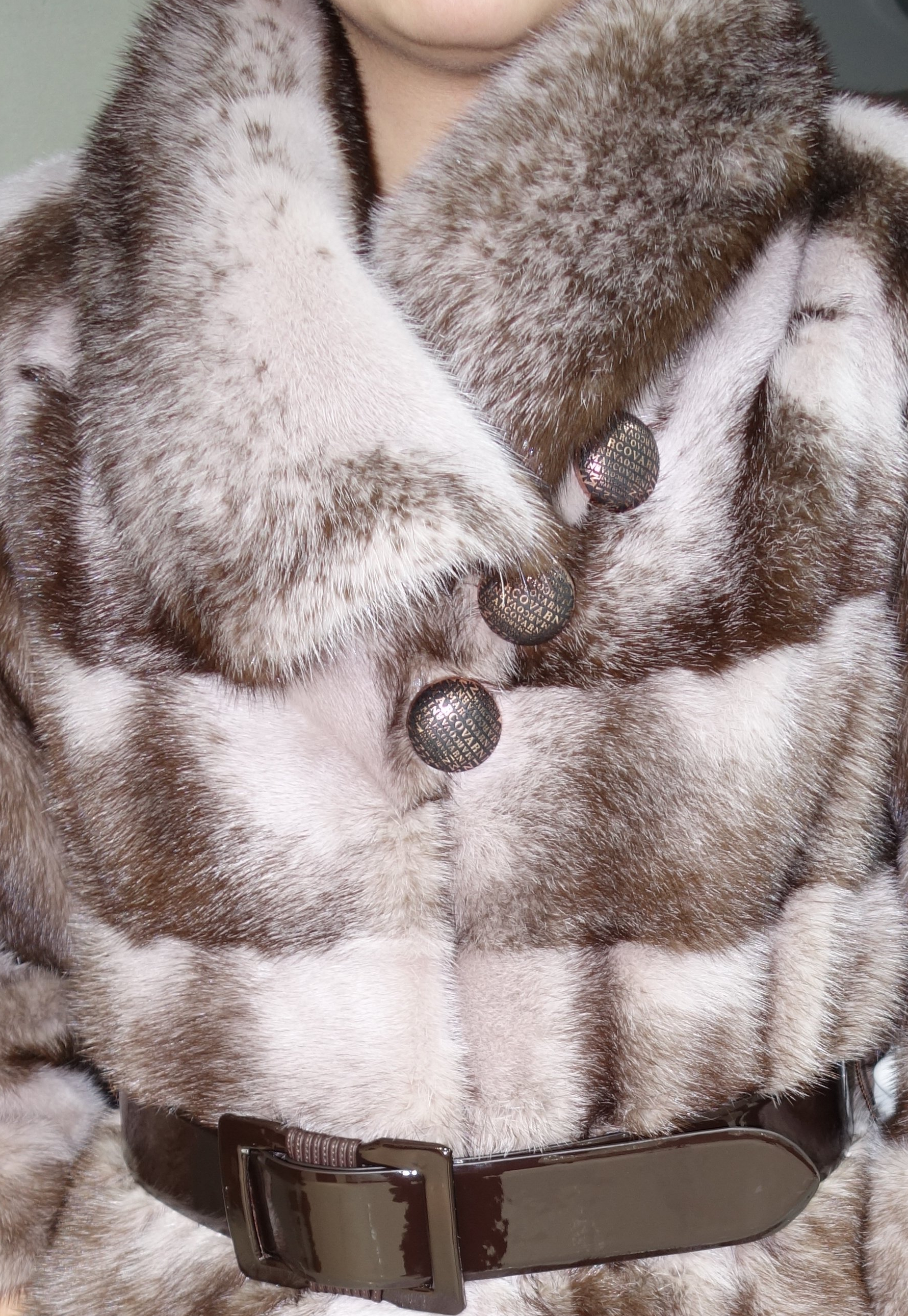
Knöpfe und Gürtel an einem Nerzmantel (2014)

Zwischen das Seidenfutter und dem Fellleder, falls pikiert über dem Pikierstoff, können Zwischenlagestoffe eingearbeitet werden, durch die der Pelz wärmer und weicher wird. Früher wurden dafür ausschließlich Watteline (eine Wollwatte) oder Swaneboy (ein Barchentstoff, auch als Flanell bezeichnet) verwendet, das Pelzlexikon von 1949 nennt als wärmendes Zwischenfutter Baumwollin. Heute stellt der Handel dafür verschiedene, sehr leichte synthetische Vlies- und Schaumstoffe zur Verfügung (zum Beispiel Thinsulate®).
Zur Formhaltung, besonders des Kragens und der vorderen Kanten in Jacken und Mänteln, dient das Steifleinen, ein stark appretiertes Halb- oder Reinleinen. Für Versteifungen, die besonders elastisch und dauerhaft sein sollen, zum Beispiel für Stuartkragen und für die Revers, wird Rosshaar verwendet. Eine gleiche, jedoch nicht so dauerelastische Funktion erfüllen weniger steife Vliesstoffe (zum Beispiel Vlieseline®).

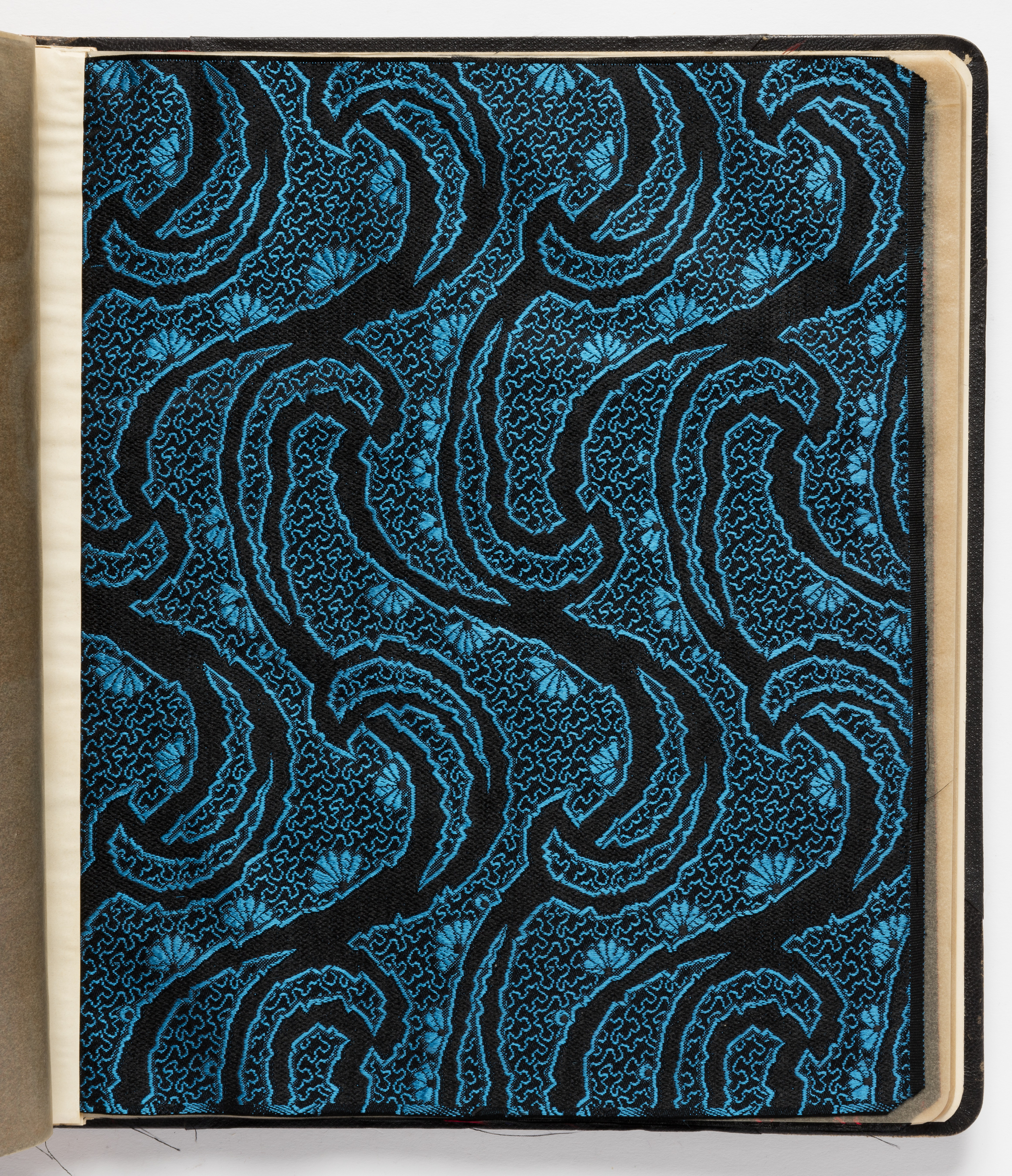
Pelzseidenfutter (1870–79)
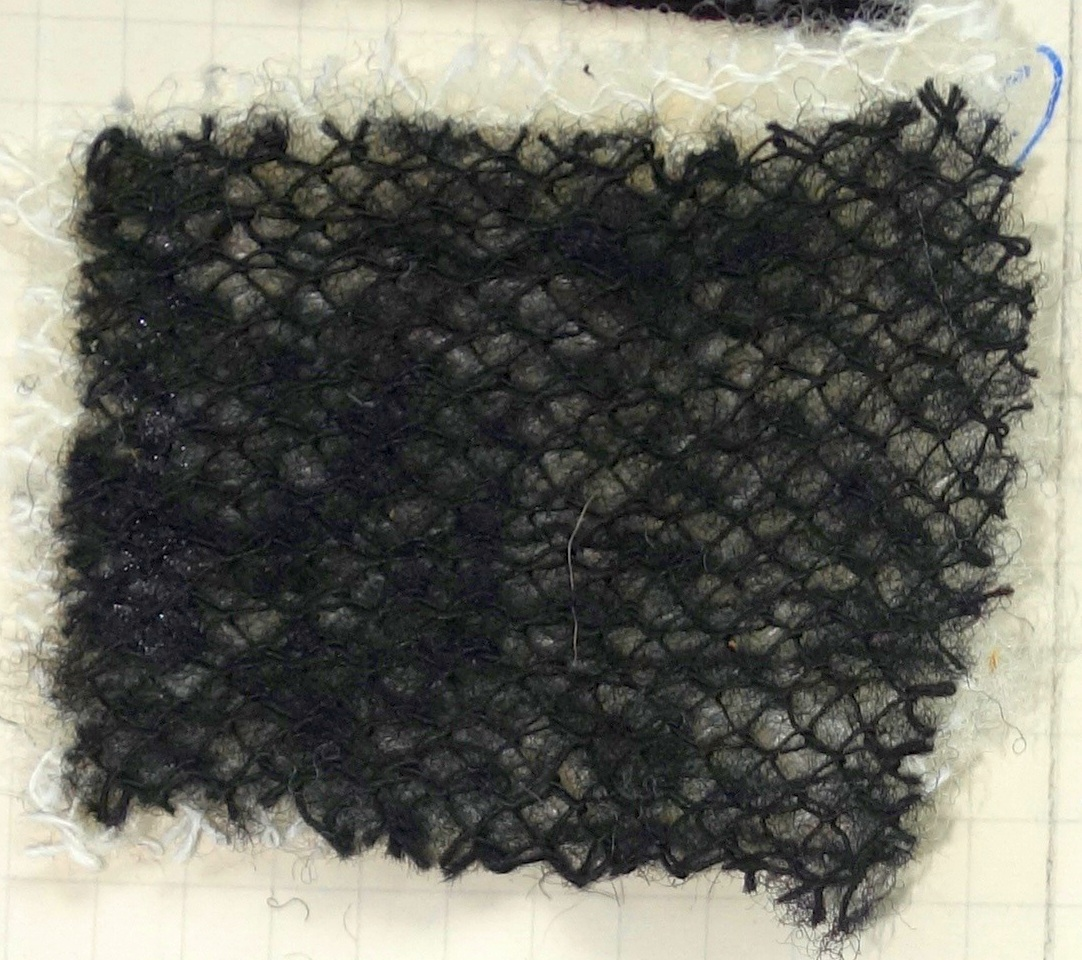
Watteline
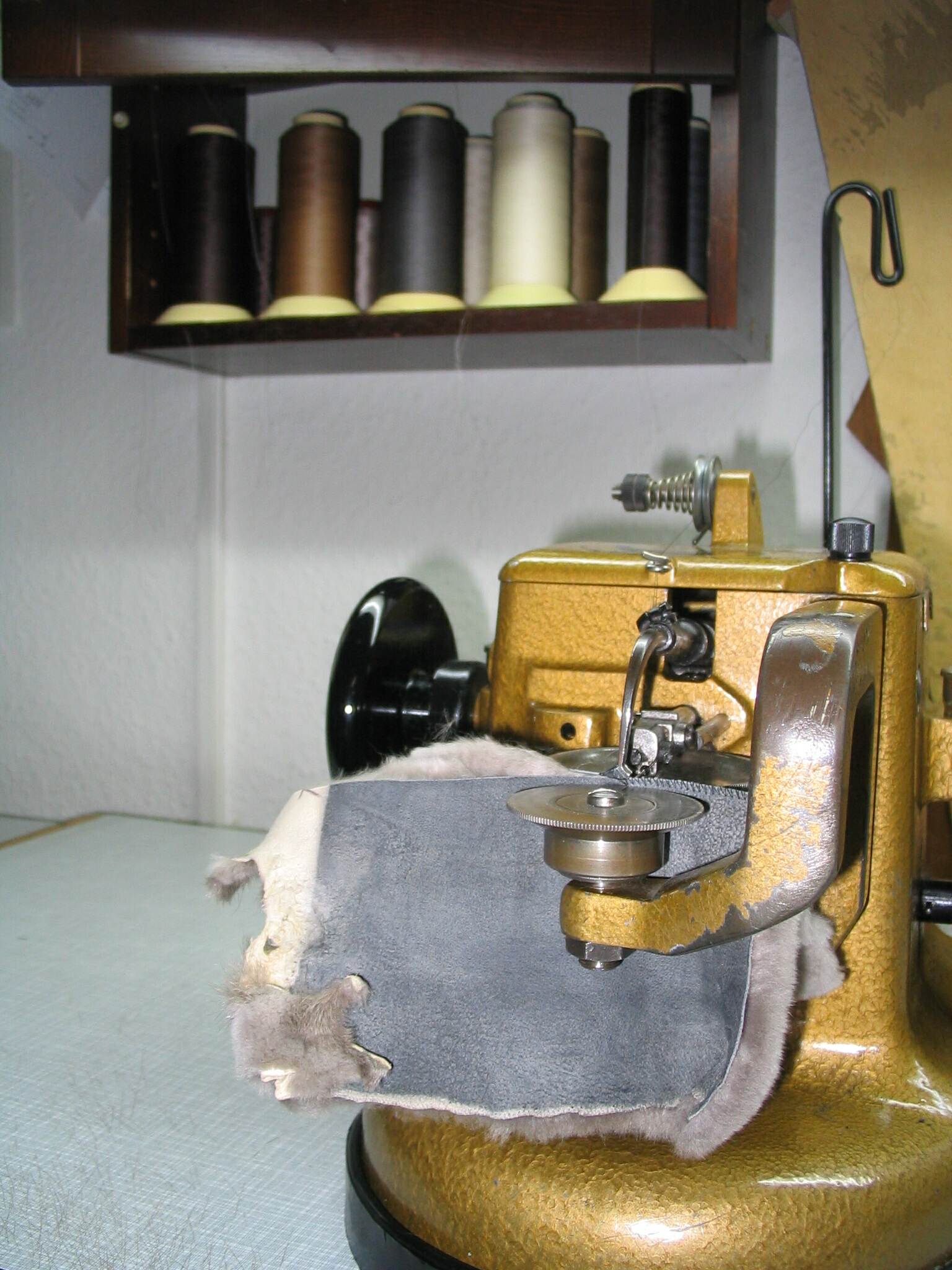
Pelznähmaschinen-Garne
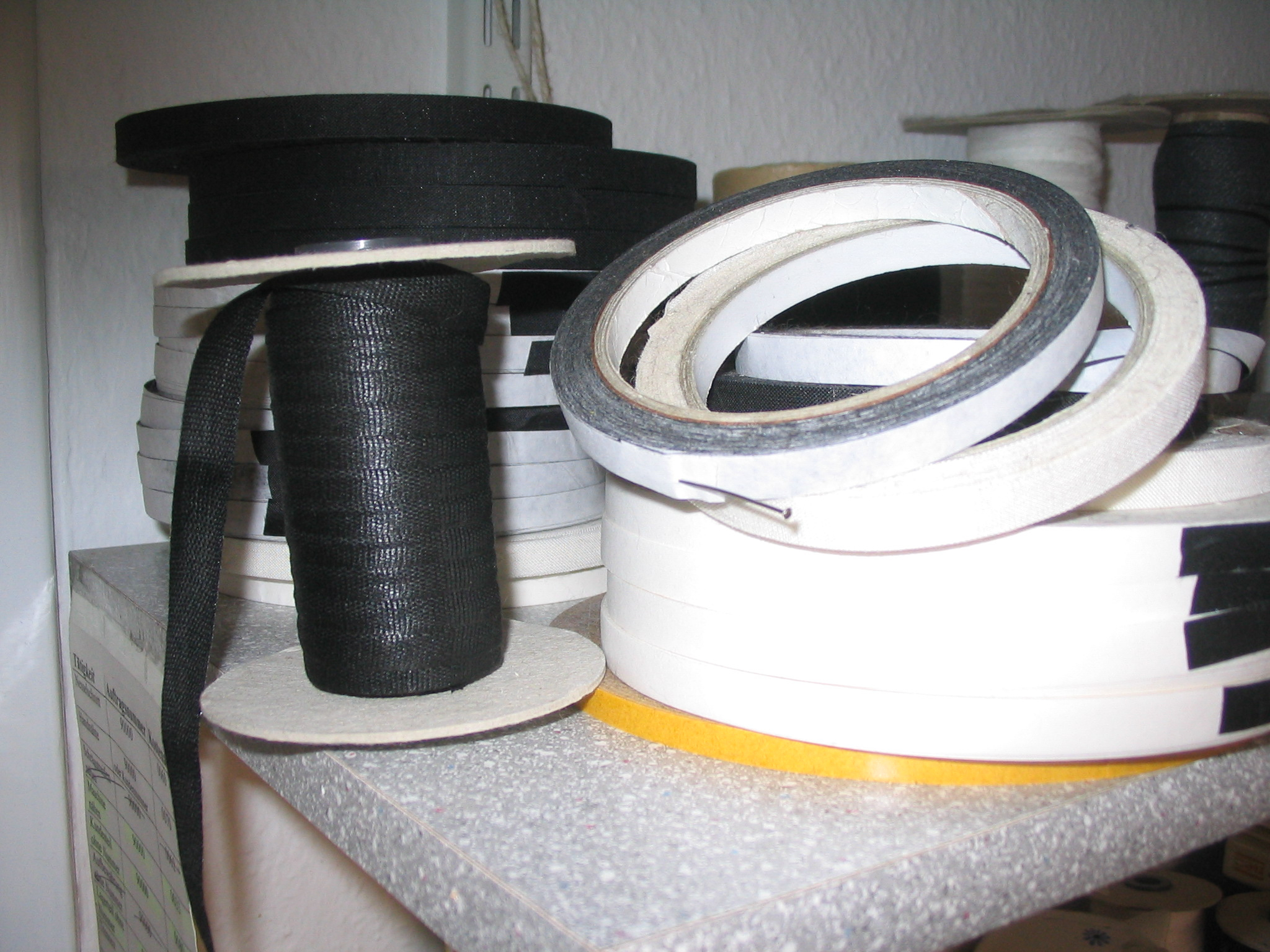
Bändelband

### Verschlussmittel und Ausstattungsstücke

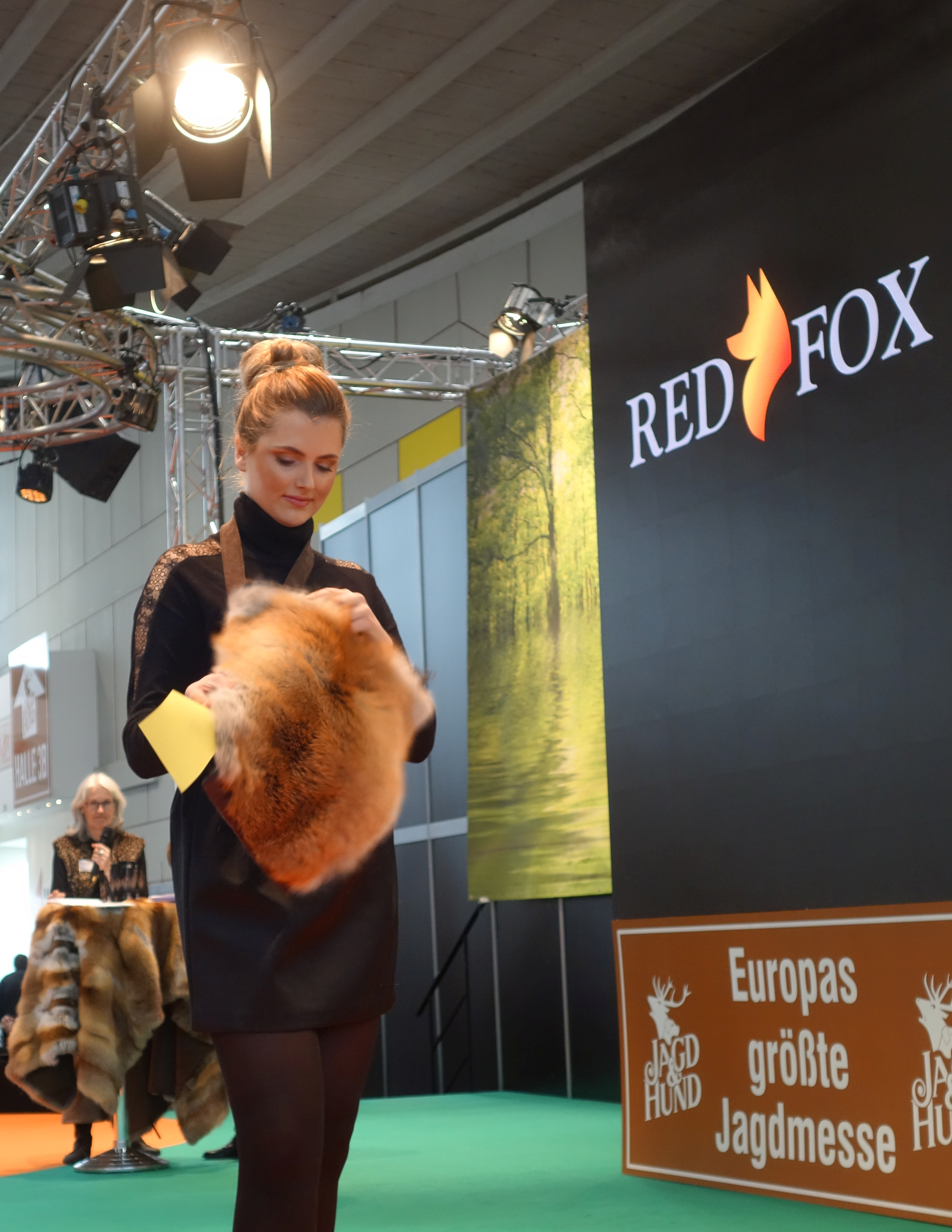
Rotfuchsmuff (2018)

Das übliche Verschlussmittel für Pelzkleidung ist seit den 1950er Jahren ein kleiner Klipverschluss, bestehend aus Haken und Öse. Beide werden von der Lederseite her so eingenäht, dass sie auf der Haarseite der Pelze kaum mehr sichtbar sind. Als obersten Verschluss an der Reversecke sowie an den Kragenecken werden, noch unauffälligere, einfache Haken und Ösen benutzt. Früher waren sie in der besseren Ausführung umhäkelt, heute sind sie langlebiger mit einem umsponnenen Draht umwickelt.
Der jeweiligen Mode entsprechend werden auch Knöpfe verwendet, die dann aber häufig als reine Zierde blind aufgesetzt werden, da Knopflöcher beim Pelz durch den Haarabrieb eine erhebliche Reparaturursache darstellen. Die Knöpfe sind in der Regel größer und aufwändiger gestaltet als in der Textilbranche. Bis Ende des 20. Jahrhunderts kamen solche Knöpfe noch in erheblichem Ausmaß als gestalterisches Element zum Einsatz, oft doppelreihig. Für Rückengürtel, Ärmelabschlüsse und Aufschlagmanschetten wurde der gleiche Knopf meist in kleinerer Ausführung verwendet. Ein breiter Untertritt kann mit einer Knopflasche gehalten werden, zum Schließen dienen besonders flache Innenverschlussknöpfe. Stoffmäntel und Jacken für die Pelzinnenfutter erhalten meist schlichte Knöpfe, ähnlich den jeweils in der Textilbranche gebrauchten, sie können mit dem Firmenschriftzug versehen sein. 
Im Jahr 1937 hieß es: „Die Knöpfe der heutigen Zeit sind, besonders für die Damenmode, ziemlich groß und weisen außer der bekannten runden Form auch eckige, längliche usw. auf Das Material ist sehr verschiedenartig. Für die Kürschnerei kommen hauptsächlich mit Pelz überzogene und Lederknöpfe in Frage.“ Zu der Zeit wurde für die Kundenanprobe auch ein „Probierknopf“ angeboten, der durch einfaches Durchstechen des Leders vorübergehend befestigt wurde und das bei dickem Leder schwierige Zustecken des Pelzes ersparte. Auch gab es einen „Knopfschützer“, in den die kunstvollen und manchmal empfindlichen Knöpfe eingeklickt werden konnten, damit sie beim Ausklopfen des Pelzes keinen Schaden nahmen.
Die einmal üblichen Pelzknöpfe, bei denen das Fell über eine Knopfform aus Holz oder gepresster Pappe gezogen wird, werden nur noch vereinzelt gestalterisch eingesetzt. Die Knopfinlets wurden mit oder ohne Öse geliefert. Als Unterlage gab es eine Scheibe aus Aluminium oder Vulkanfiber, an denen die durch das Fell gezogenen, am Knopf befestigten Bandenden verknotet wurden, anstelle sie am Leder festzunähen. Neben reinen Lederknöpfen sind für lederbezogene Knöpfe Grundformen erhältlich, aus einem Kopf und einer Grundplatte bestehend. Mit einer Stanze werden zumindest in größeren pelzverarbeitenden Betrieben diese Knöpfe im Atelier geschlagen, anstelle in einer Plisseeanstalt.
Daneben werden unterschiedliche, nicht nach außen sichtbare, einfach gehaltene Funktionsknöpfe benötigt, wie Innenverschlussknöpfe oder besonders kleine und flache Knöpfe für ausknöpfbare Innenfutter. Druckknöpfe, Reißverschlüsse und Klettbänder gehören ebenso zu den in der Pelzbranche benötigten Verschlussmitteln.

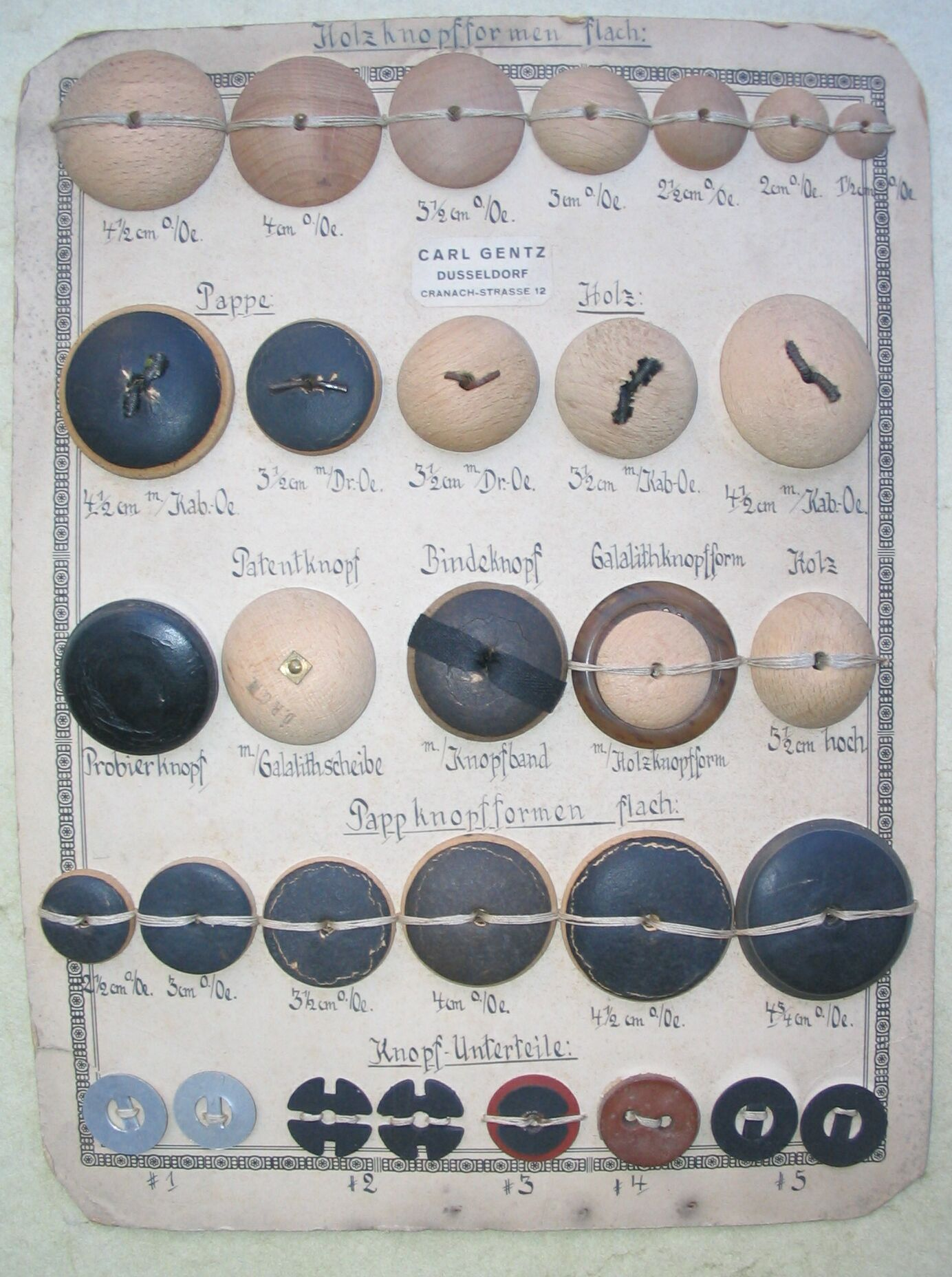
Holzknöpfe (ca. 1950)
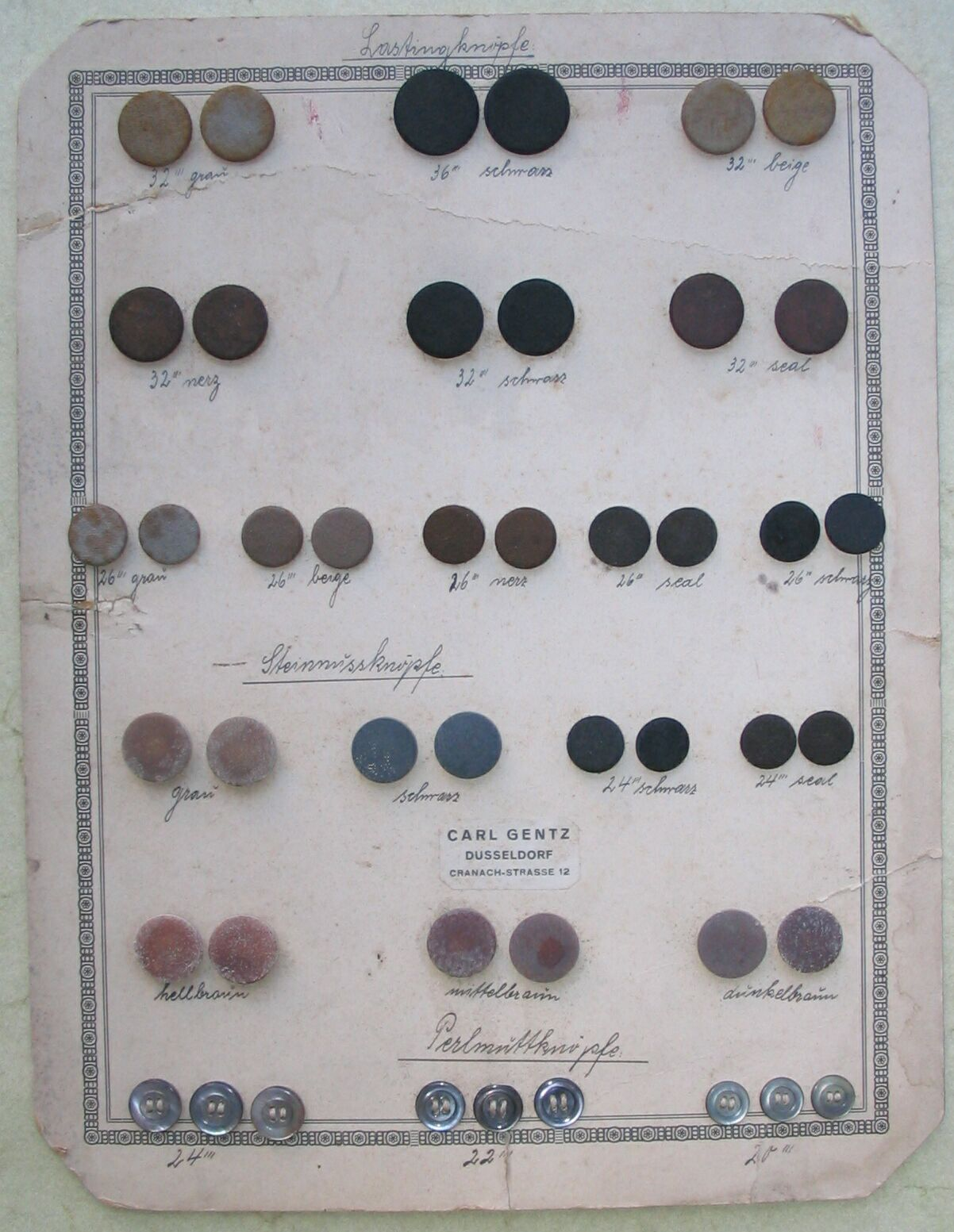
Lasting- und andere Innenverschlussknöpfe (ca. 1950)
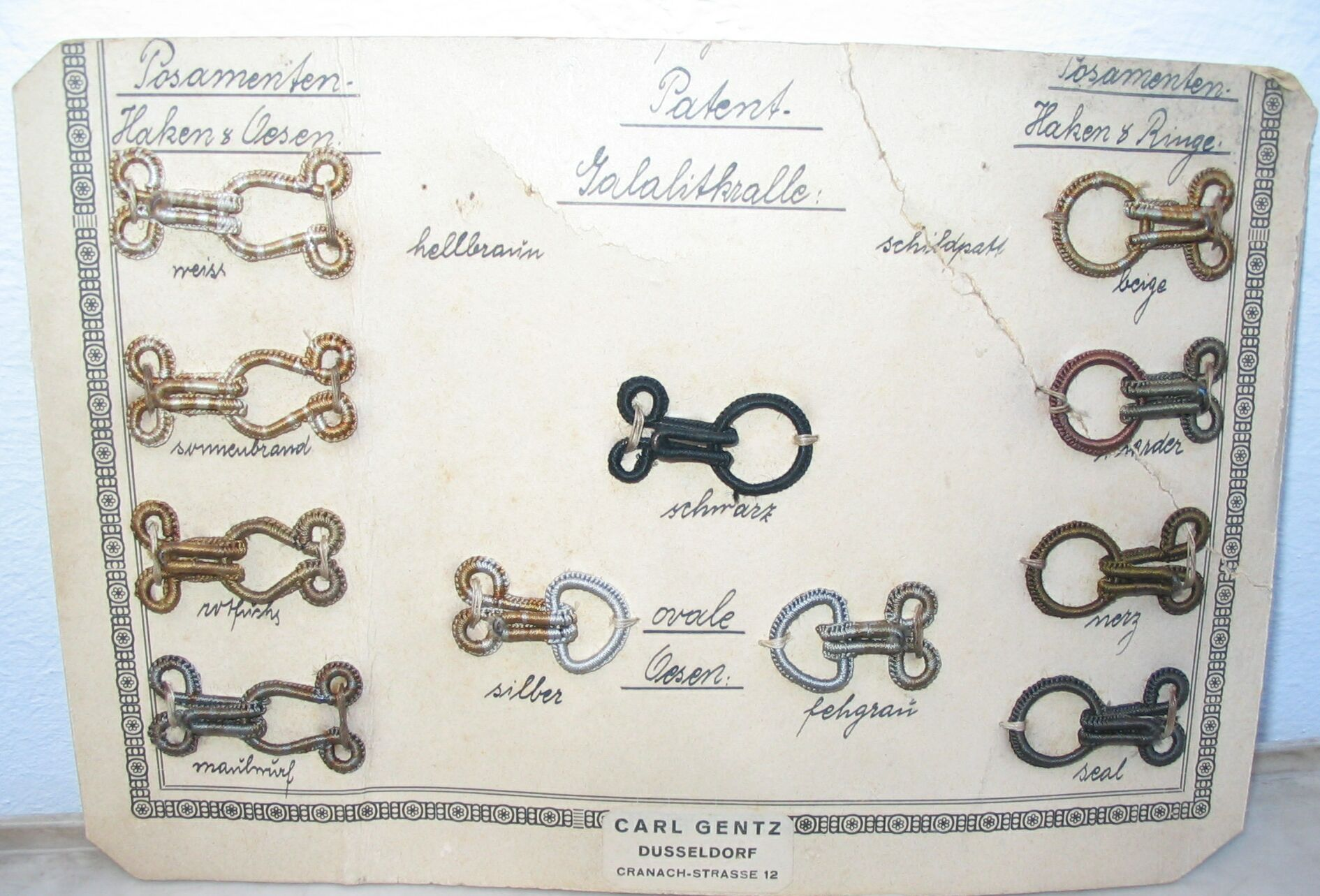
Haken und Ösen (ca. 1950)
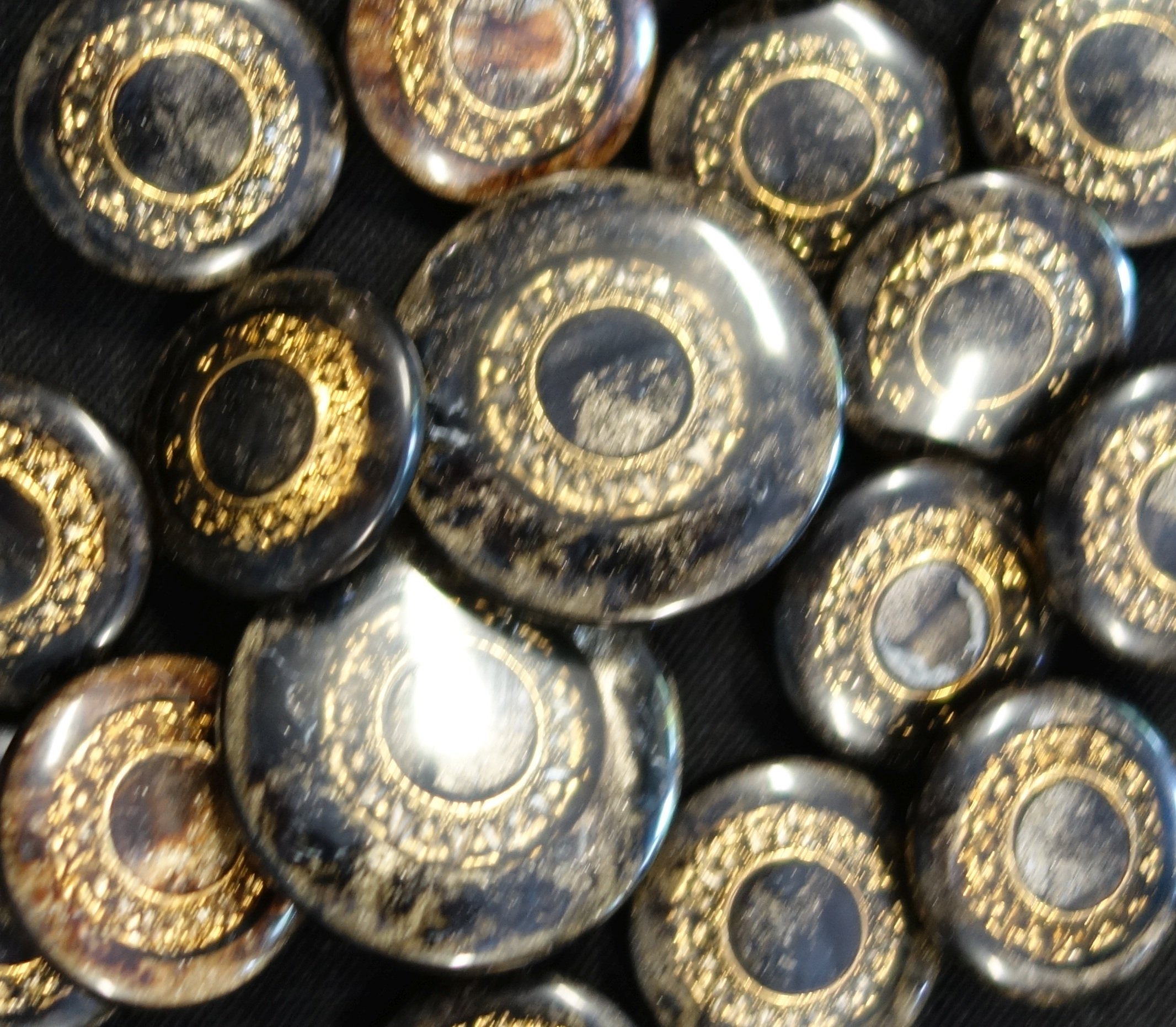
Zierknöpfe
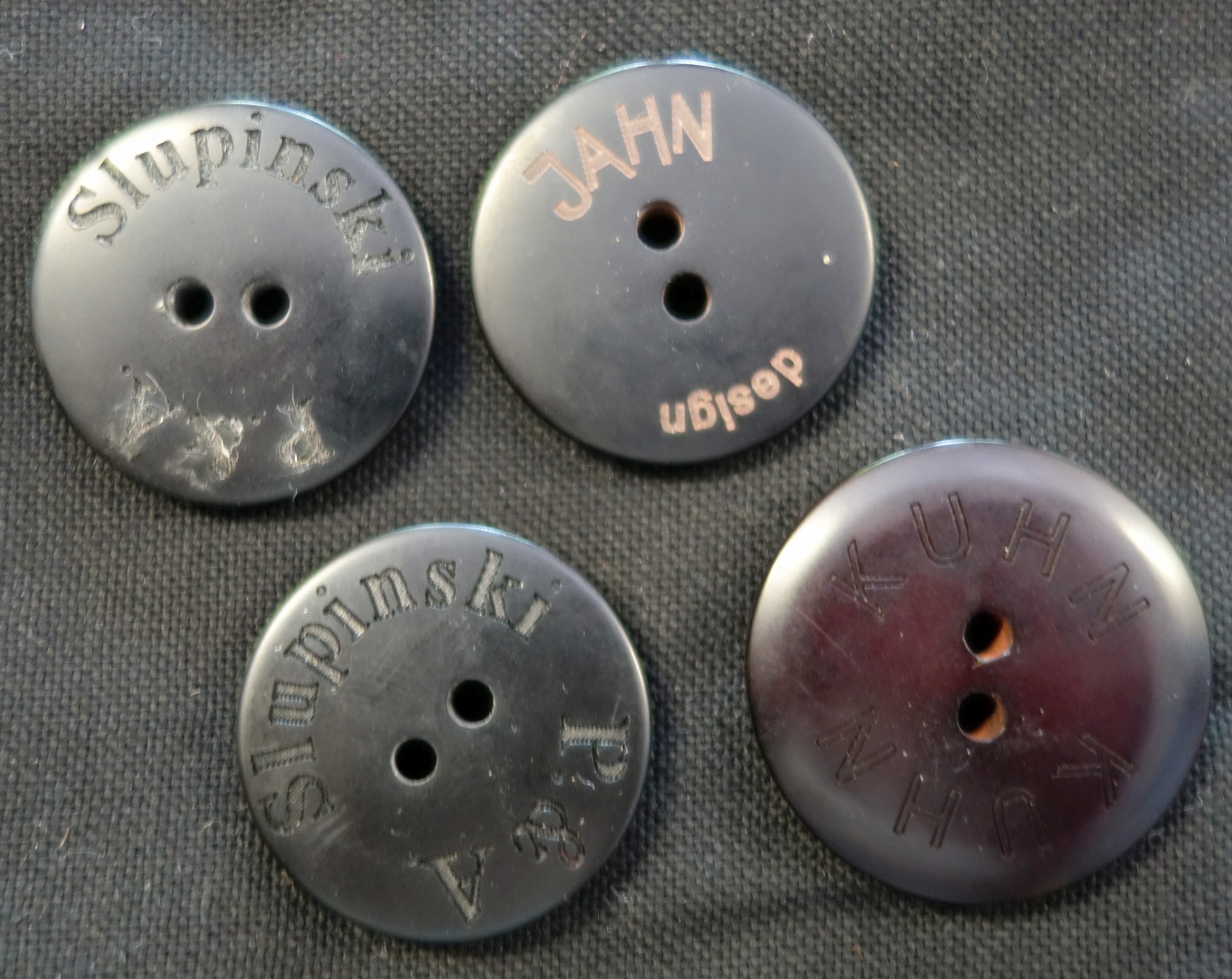
Knöpfe mit Firmennamen-Gravur
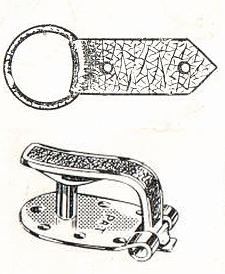
„Keska“-Klipverschluss

#### Muffzutaten

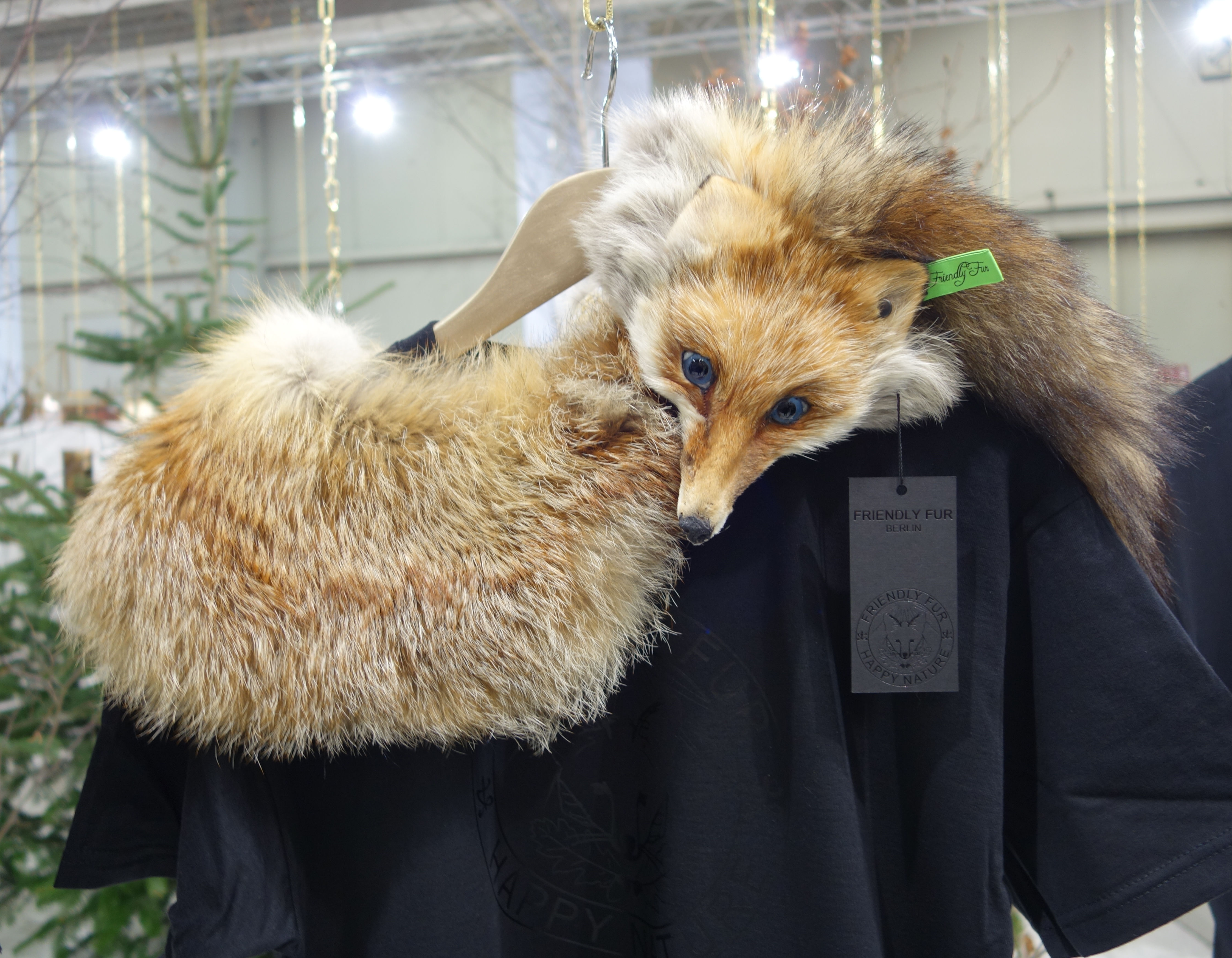
Pelzkollier-Kragen (2016)

Für Muffe werden besondere Zutaten gebraucht. Unterschieden wird zwischen Tonnenmuff, Taschenmuff und Mufftasche. Für alle ist ein entsprechender Daunen- oder Synthetikbeutel notwendig, der üblicherweise vorgefertigt bezogen wird. Die gebräuchlichen Mufftaschen mit einem wärmenden Handraum sind, im Unterschied zum Muff, regelrechte Handtaschen. Sie werden entsprechend der jeweiligen Taschenmode angeboten. Der einzig verbliebene deutsche Hersteller für den derzeit weniger nachgefragten Artikel ist wohl die Firma Keskari.Stand 2018 Muffbeutel und -taschen werden fertig geliefert und vom Kürschner an den dafür vorgesehenen Flächen mit Fell besetzt, die Fellart passend zu seiner Kollektion oder nach Kundenwunsch. Auch beim einfachen Tonnenmuffbeutel ist meist ein kleines Täschchen eingearbeitet.

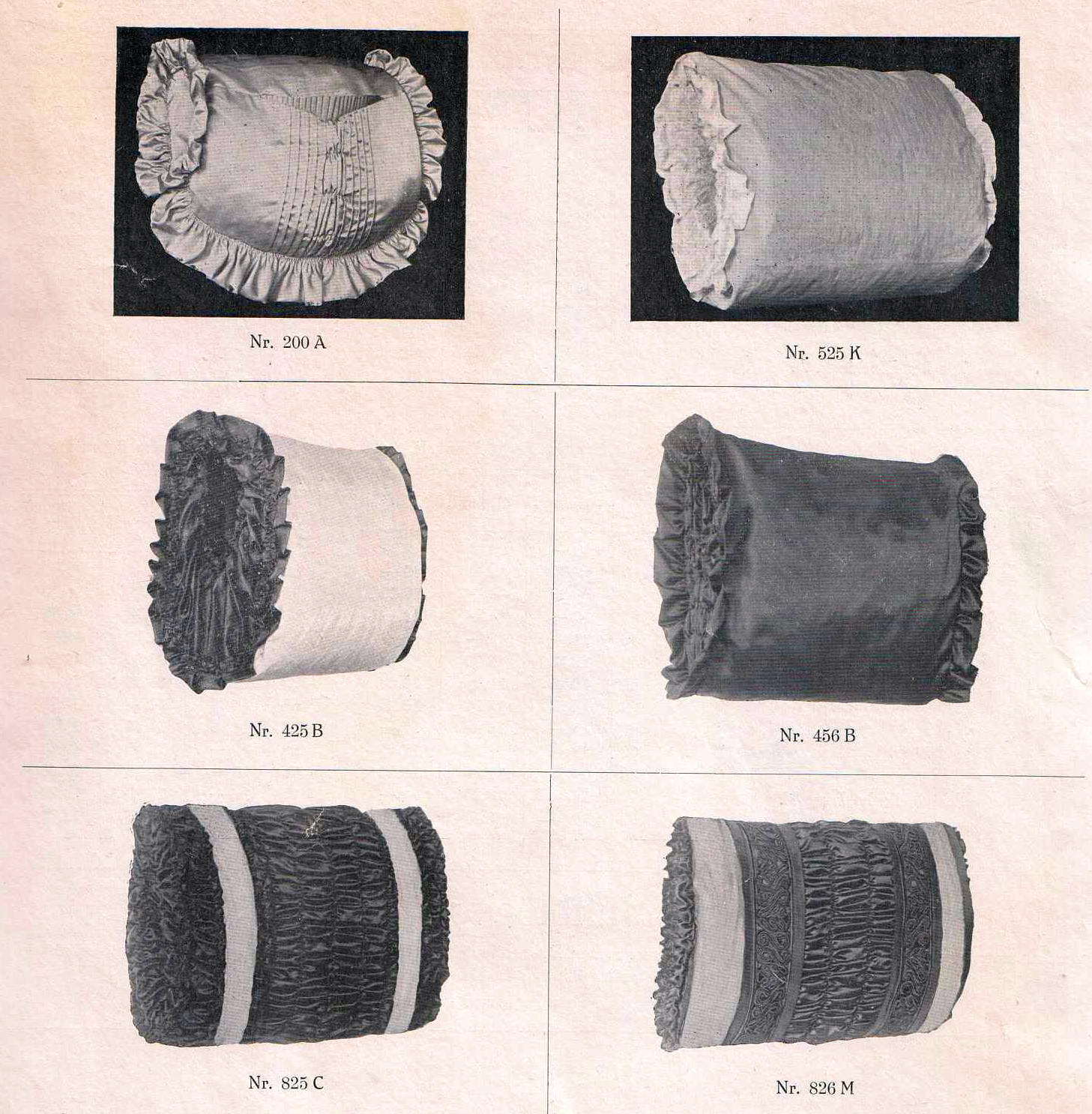
Muffbeutel (nach 1900)
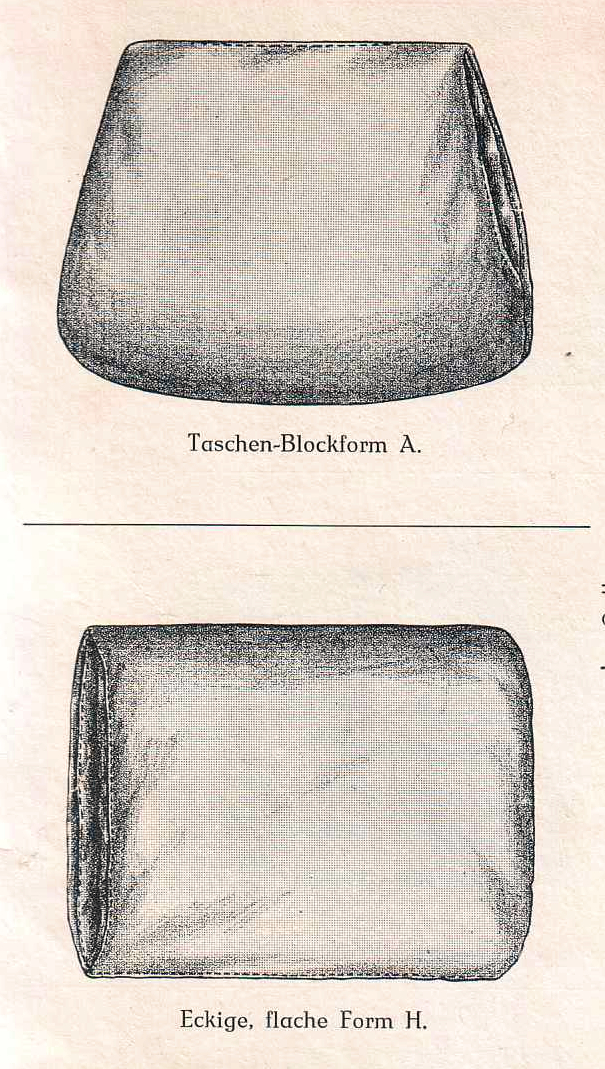
Muffbeutel (nach 1900)
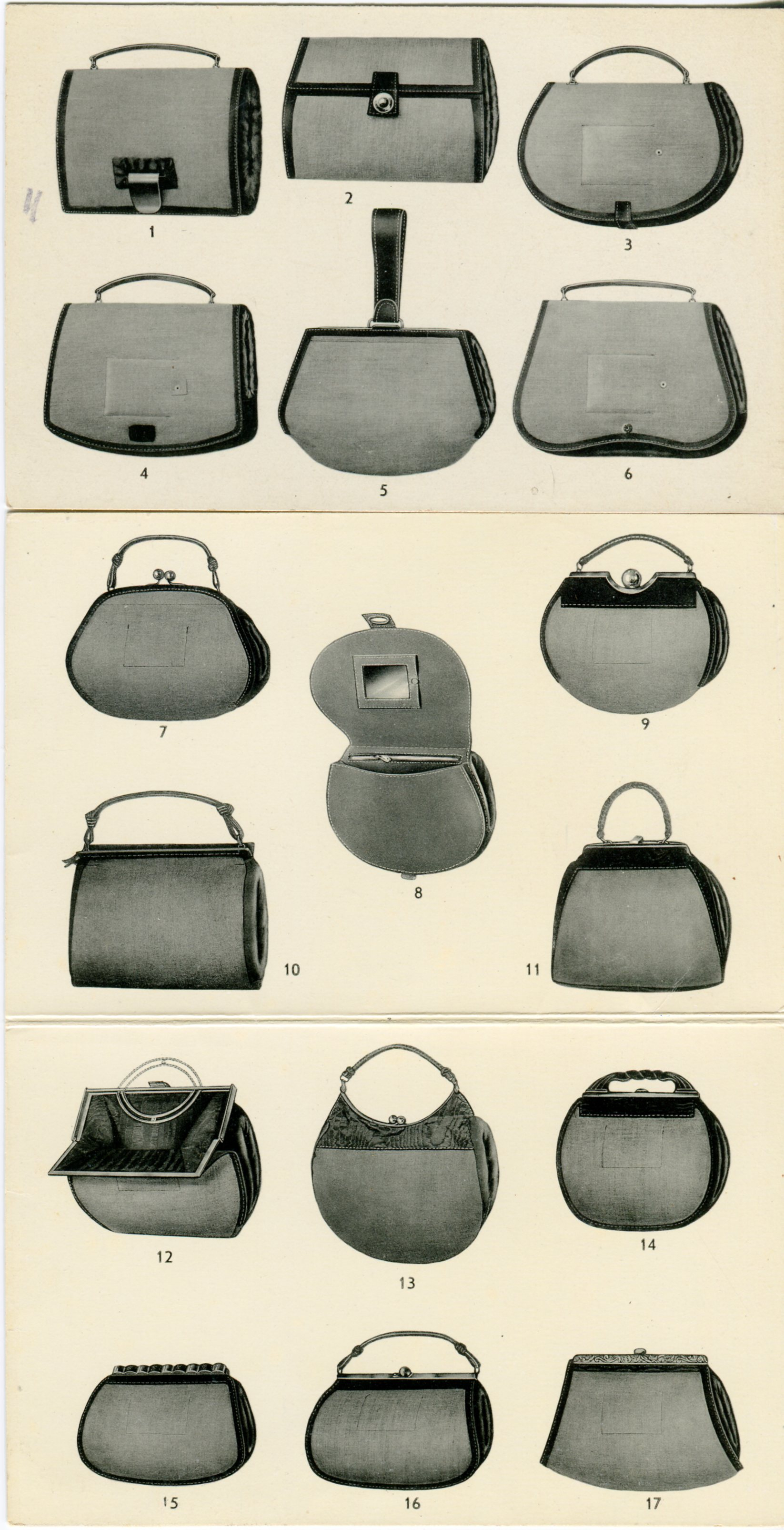
Mufftaschen-Inlets

#### Kollierzutaten
Ende des 19. und Anfang des 20. Jahrhunderts ein ganz großes Modethema, das Pelzkollier, spielt derzeit in der Mode überhaupt keine Rolle mehr. Die hierfür gebrauchten Zutaten waren mannigfaltig: Papp- oder Holzformen für die Köpfe in verschiedenen Größen, Glasaugen in unterschiedlichen Ausführungen und Größen, künstliche Krallen aus Blech oder Zelluloid für die diversen Tierarten, künstliche Nasen aus Leder oder Gummi oder Nasenkitt und Kautschuk zum Selbstmodellieren, Posamentenketten und umhäkelte Kugeldrucker sowie Kollierklammern.
Bis in die 1940er Jahre führten die Pelzzutatenhandlungen auch in allen Größen die von Präparatoren gebrauchten Kopfformen für Raubtiere. Nicht nur Tierpräparate, auch sogenannte Fellvorleger wiesen meist einen Kopf auf. Kürschner, die sich das zutrauten, modellierten sich die Köpfe der von ihnen angebotenen Vorleger damit selbst.

Kollierzutaten-Musterkarten, etwa 1950er Jahre oder früher
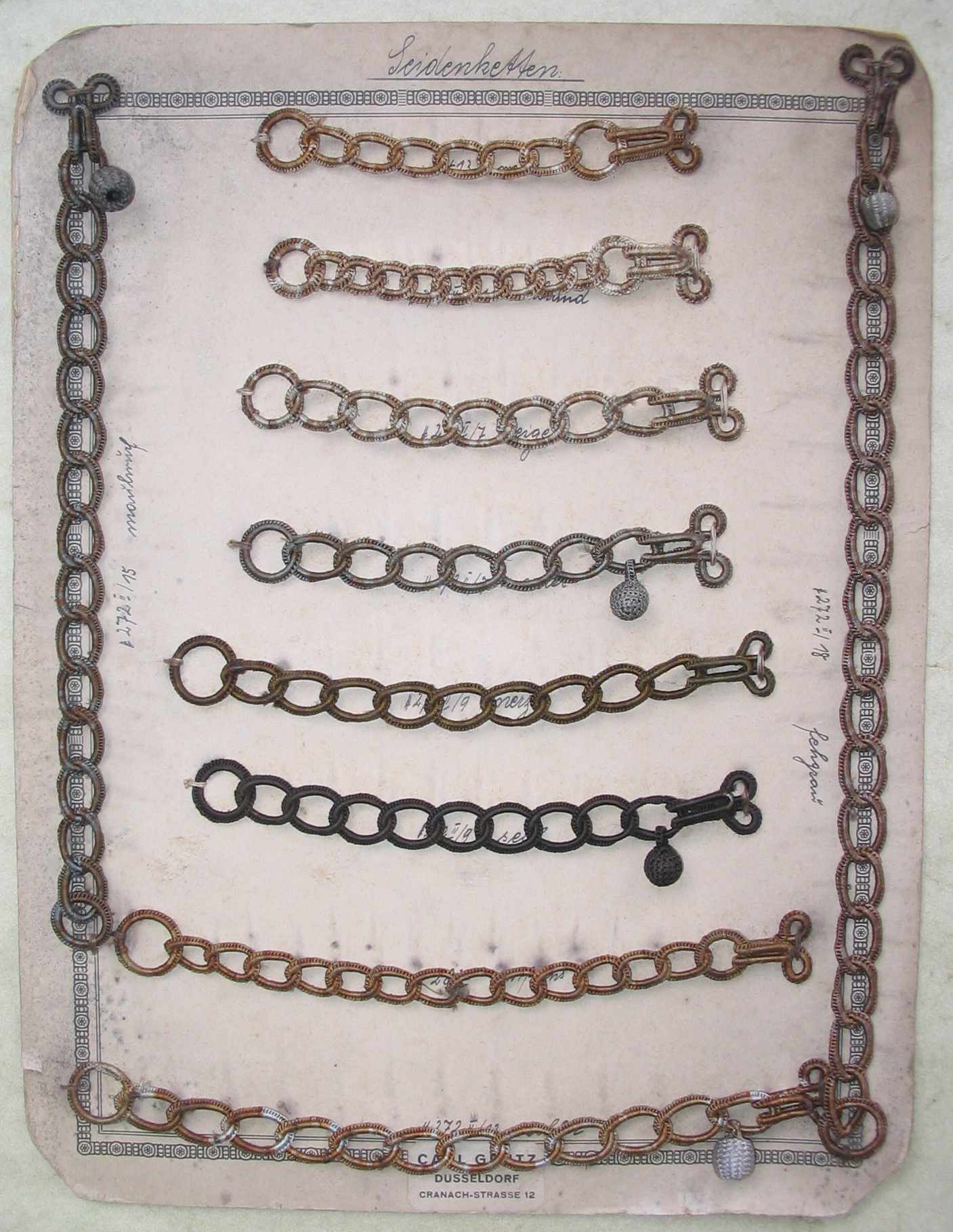
Kollierketten
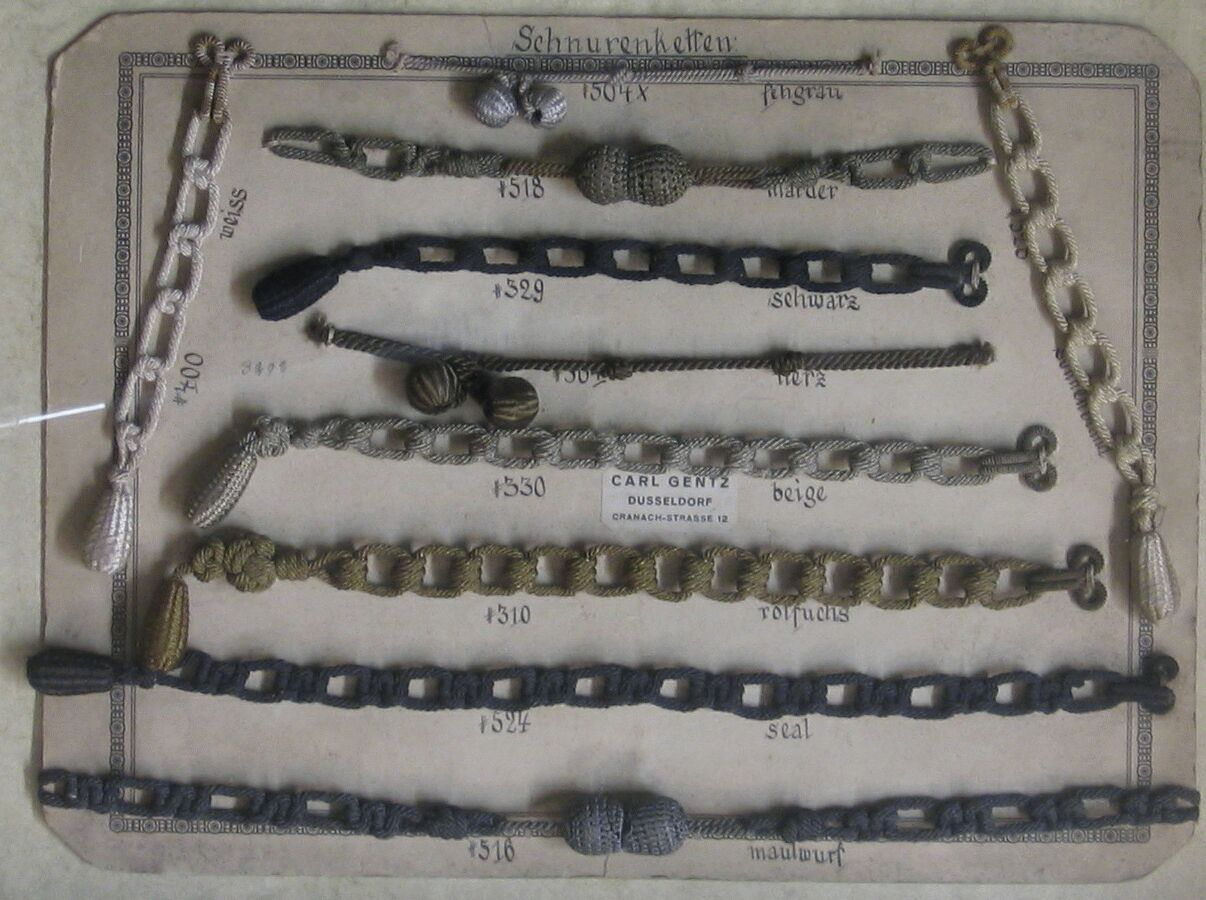
Kollierketten
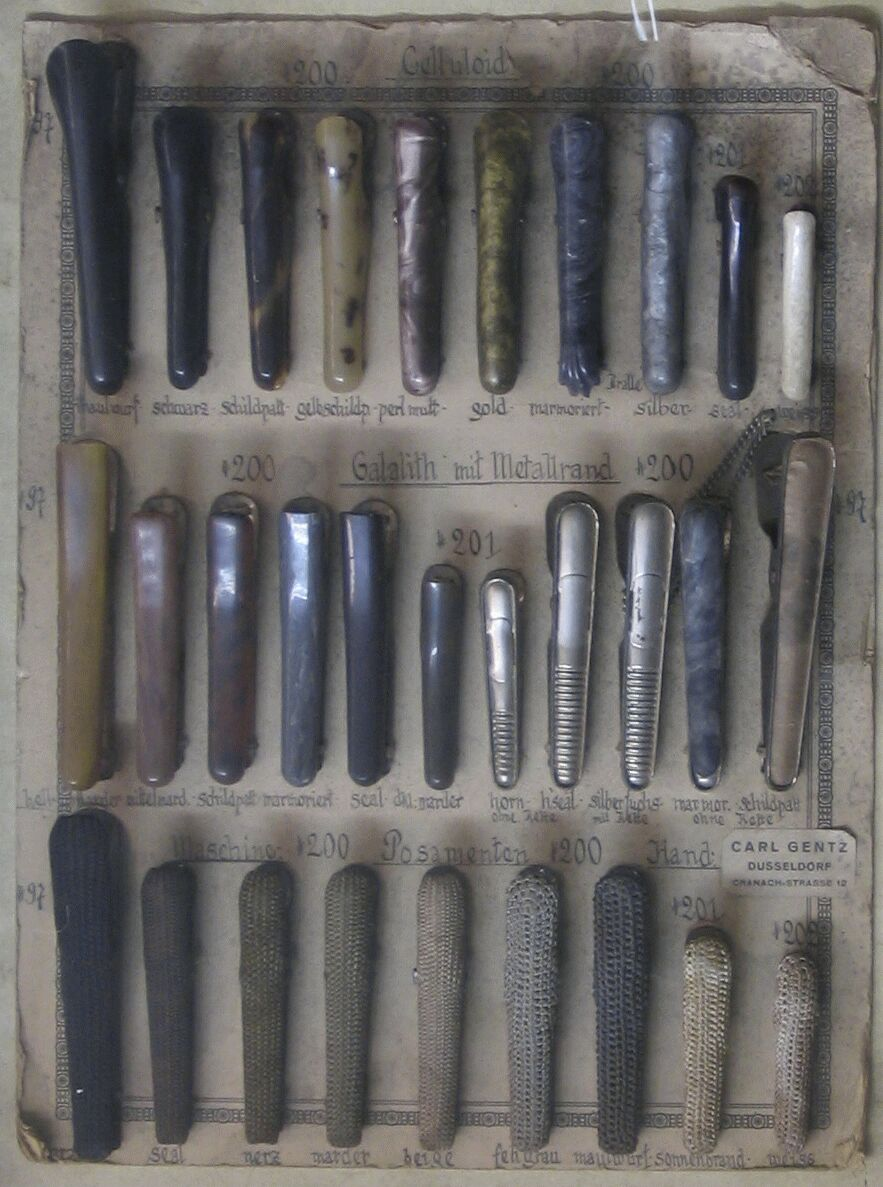
Kollierklammern
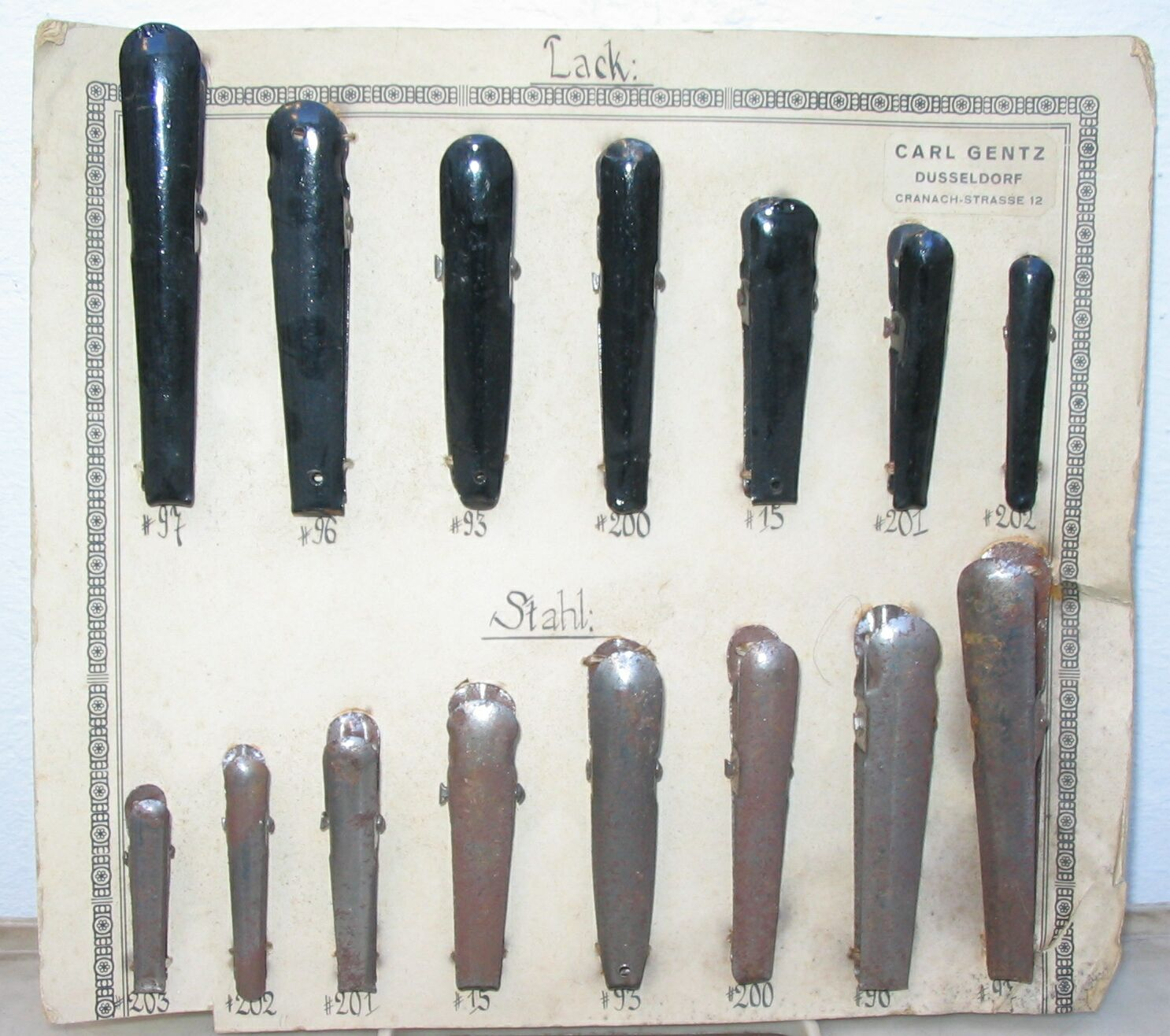
Kollierklammern
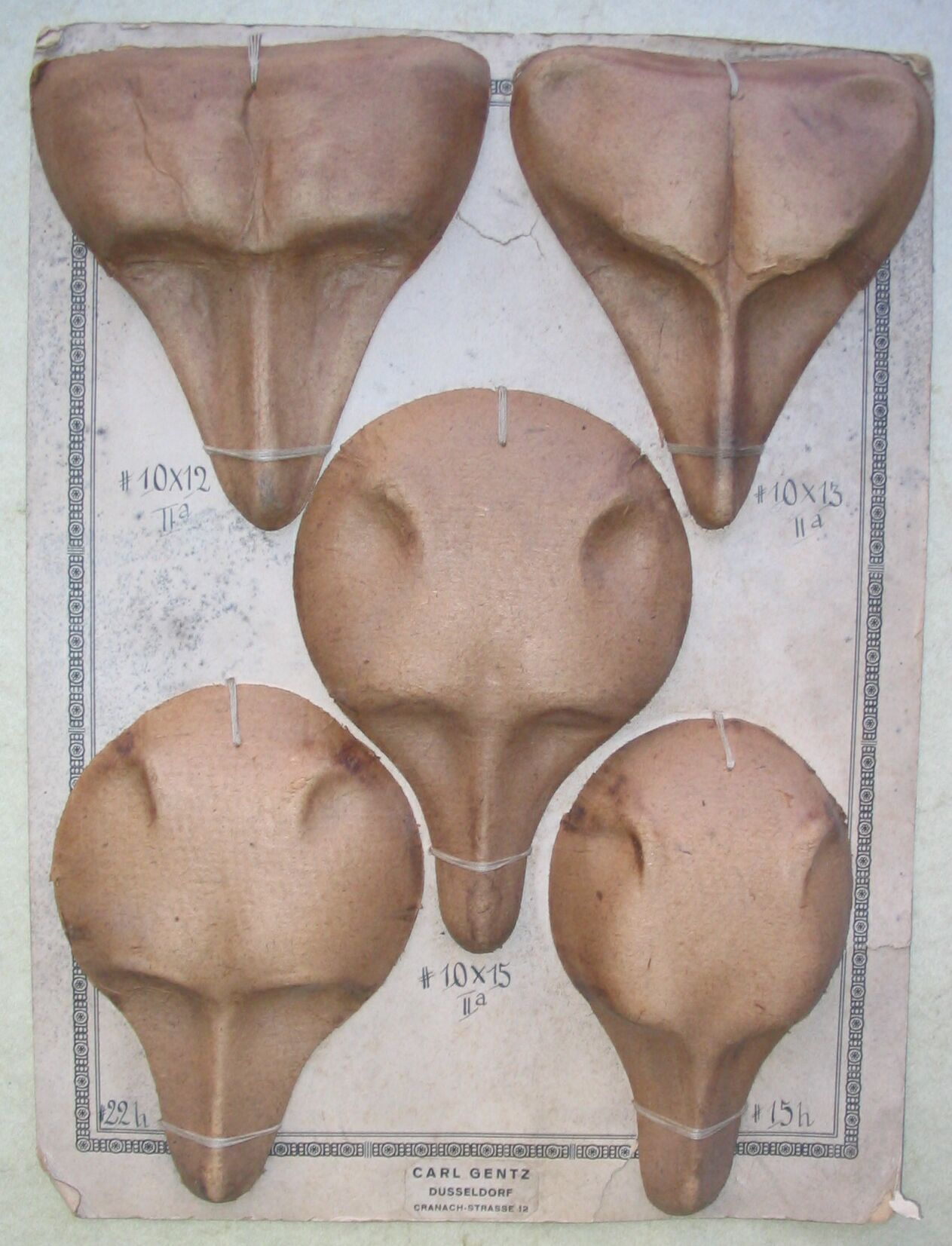
Kollier-Kopfformen

## Pelzzutatenhandlungen
Der Pelzzutatenhandel führt über die eigentlichen Pelzzutaten hinaus auch das bei der Pelzherstellung verwendete Handwerkszeug, wie beispielsweise Kürschnermesser, Zweckzangen und Nähnadeln, chemische Produkte, wie Lederfette und Haarfarben, sowie andere, in den Kürschnerwerkstätten und Pelzgeschäften benötigte Artikel und Nebenprodukte.